# Eupithecia leucographata
Eupithecia leucographata là một loài bướm đêm trong họ Geometridae.